# Hallie Todd
Hallie Todd (nacida el 7 de enero de 1962) es una actriz estadounidense, productora y escritora, conocida por su papel como Penny Waters en Hermanos y como Jo Mcguire en Lizzie Mcguire.

## Vida personal
Nació como Hallie Eckstein en Los Ángeles, California, hija del productor George Eckstein y la actriz Ann Morgan Guilbert. Su hermana, Nora Eckstein, es profesora de interpretación. Todd está casada con Glenn Withrow, tiene una hija: Ivy Withrow.

## Vida profesional
Todd interpretó a un personaje sin hogar, en un episodio de Navidad de la comedia Los problemas crecen. Interpretaba a Penny Waters, la hija del exjugador de fútbol americano de ficción Joe Waters de la comedia Brothers. Sus papeles después de que el programa fuera cancelado fueron Star Trek: La Próxima Generación en el episodio " The Offspring , interpretando a la sobrina de Blanca, Lucy, en el show "Las chicas de oro" en el episodio "Nice and Easy" (Fácil y agradable)y como madre de Amanda en la película original de Disney El último regalo de Navidad; también apareció en Sabrina, la bruja adolescente , y - en su papel de duración más larga hasta la fecha - la madre de Lizzie McGuire, Jo McGuire, en la serie original de Disney.
Todd posteriormente apareció con frecuencia en anuncios, proporcionando comentarios cómicos. También participó en numerosas episodios de "The Crime". A partir de octubre de 2010, Todd estaba programada para aparecer en un papel estelar en la película El Fondeadero , que ella co-escribió junto a su esposo e hija. La película estaba a la espera de ser lanzada a finales de 2010. 
Todd fue la cofundadora de la productora de cine House Media y Hallie Todd Studios,y  de un conservatorio de actuación, que se dedicó a la formación de jóvenes actores.

## Libros
Todd escribió dos libros, Being young actors (Ser actores jóvenes) y Young actors' parents (Padres de actores jóvenes).
- Datos: Q437222